# Julien Lemay
Julien Lemay est un joueur français de volley-ball né le 17 mai 1982  à Lille (Nord). Il mesure 1,81 m et joue libero.

## Clubs
| Club                     | De        | À         |
| ------------------------ | --------- | --------- |
| VC Michelet Halluin      | 1999-2000 | 2000-2001 |
| LISSP Calais             | 2001-2002 | 2002-2003 |
| US Saint-André-Lez-Lille | 2003-2004 | 2003-2004 |
| VT Oosthout Torhout      | 2004-2005 | 2005-2006 |
| Knack Roeselare          | 2006-2007 | 2008-2009 |
| Tourcoing LM             | 2009-2010 | 2012-2013 |
| DVT Menen                | 2013-2014 | 2016-2017 |
| Tourcoing LM             | 2017-2018 | en cours  |

## Palmarès
- Championnat de Belgique (1)
  - Vainqueur : 2007
  - Finaliste : 2008, 2009

- Coupe de Belgique 
  - Finaliste : 2008

- Supercoupe de Belgique 
  - Vainqueur : 2008